# Araucaria bidwillii
Araucaria bidwillii, também conhecida como araucária-de-queenslândia e pinheiro Bunia, é uma espécie de conífera do gênero Araucária, originária de Queensland, Austrália, porém  encontrada de forma cultivada em diversas regiões do mundo. Espécies fósseis de morfologia parecida foram encontradas na Europa e na América do Sul. Pode atingir mais de 50 m de altura.
O nome foi dado pelo botânico William Jackson Hooker em homenagem a John Carne Bidwill, botânico britânico radicado na Oceania e que primeiro coletou dados daquela região da Austrália, enviando espécimes para estudiosos da Inglaterra.
A. bidwillii era uma árvore sagrada para o povo Aborígene, que a chamavam de Bunia, Bonie, Bunii ou Bunia-bunia, conforme as diferentes tribos  e as diferentes transcrições europeias do nome original da árvore.
As sementes são comestíveis, semelhantes ao pinhão e foram um importante alimento para eles, que as consumiam cruas ou moidas e assadas numa espécie de pão.

## Galeria

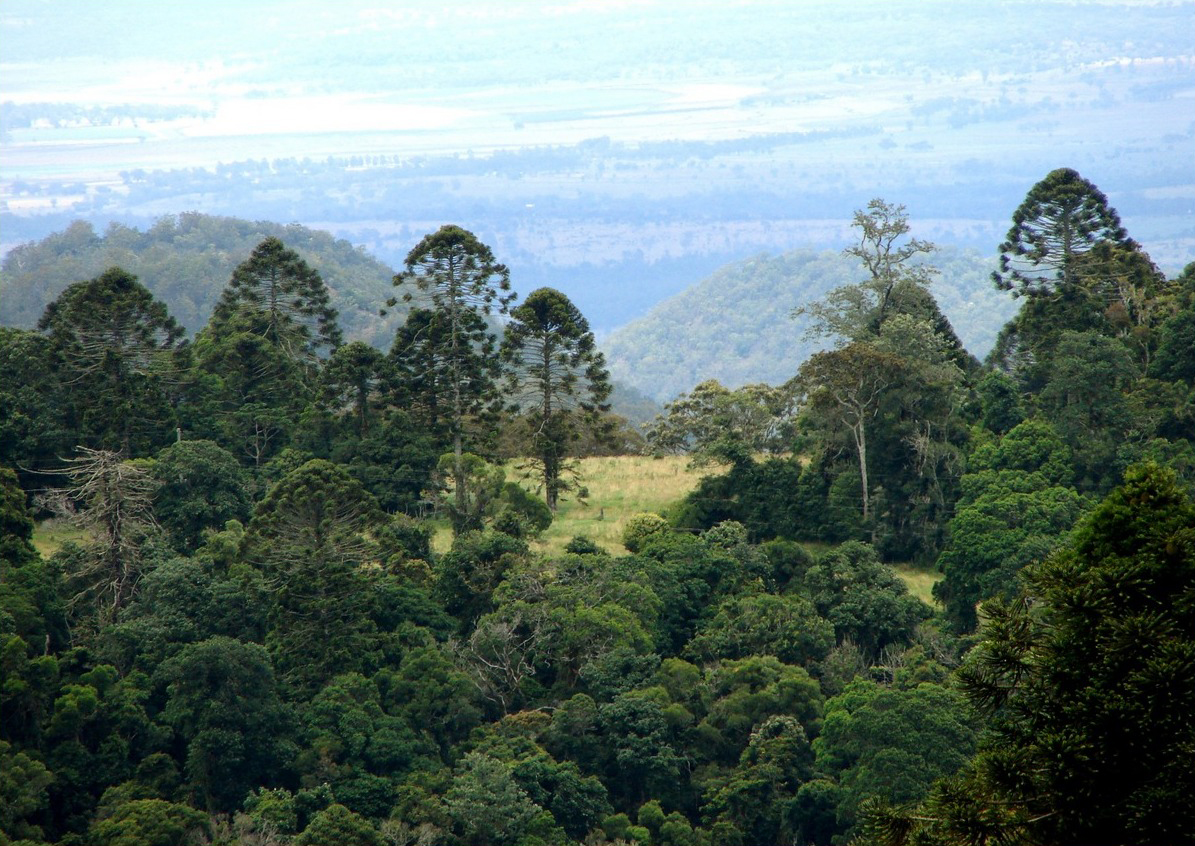
Árvores nativas
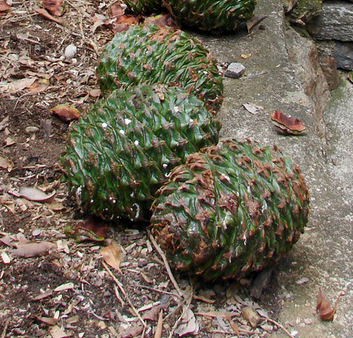
Pinhas
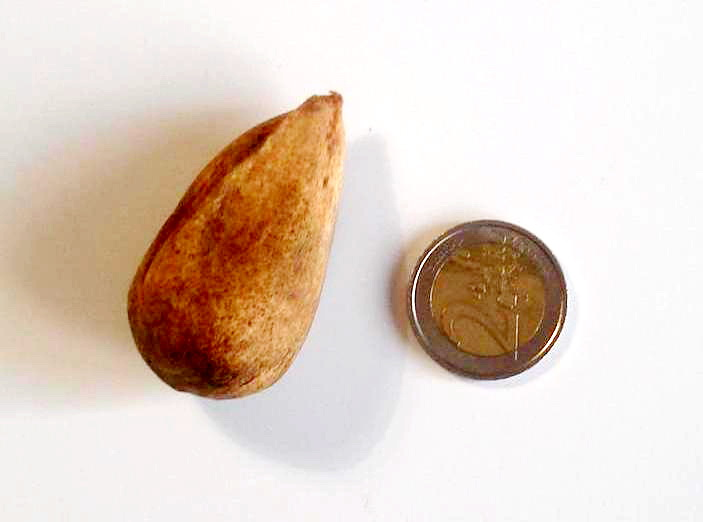
Sementes